# Gornja Ržana
Gornja Ržana (cyr. Горња Ржана) – wieś w Serbii, w okręgu pczyńskim, w gminie Bosilegrad. W 2011 roku liczyła 66 mieszkańców.